# Procol's Ninth
| 전문가 평가 | 전문가 평가 |
| 평가 점수   | 평가 점수   |
| 출처        | 점수        |
| ----------- | ----------- |
| AllMusic    | [ 2 ]       |

《Procol's Ninth》는 영국의 프로그레시브 록 밴드 프로콜 하럼의 여덟 번째 스튜디오 음반(라이브 포함 아홉 번째 음반)으로 1975년 8월에 발매되었다. 작곡가 제리 리버와 마이크 스톨러가 프로듀싱한 《Procol's Ninth》는 이전 음반과는 약간 다른 방향으로 크리스 토머스의 정교한 프로듀싱보다 훨씬 더 극명한 사운드를 선보였다. 2009년 재발매를 위해 롤랜드 클레어가 진행한 기타리스트 믹 그래햄과의 인터뷰에 따르면, 리버와 스톨러는 프로듀싱 사운드보다는 "노래의 구조"에 더 집중했다. 밴드는 음반 커버에 소박한 사진으로 등장하여 음반 자체의 사운드를 반영했다. 커버에는 각 밴드 멤버의 시그니처를 시뮬레이션한 것이 특징이다.

## 배경
《Procol's Ninth》는 비틀즈의 〈Eight Days a Week〉와 리버와 스톨러의 〈I Keep Forgetting〉을 리메이크한 오리지널 곡이 아닌 곡으로 구성된 밴드의 첫 번째 발매 곡이다. 〈Eight Days a Week〉는 처음에는 밴드의 바람에 반해 프로듀서들에 의해 음반에 수록되었다. 이 음반에는 밴드 경력 초기에 게리 브루커와 키스 리드가 작곡한 트랙인 〈Pandora's Box〉도 수록되어 있다. 《캐시박스》는 〈Pandora's Box〉에 대해 "지금부터 몇 주 후 할로윈이 고개를 끄덕일 때쯤이면 이 프로콜 하럼의 무거운 밤과 낮을 흥얼거리게 될 것"이라고 말했다. 《Procol's Ninth》의 곡에 수록된 것처럼, 이 곡은 2009년 밴드의 첫 번째 음반 재발매에서 보너스 트랙으로 발매된 더 환각적인 미완성 버전과는 상당히 달랐다.

## 곡 목록
모든 곡들은 특별한 언급이 없는 한 게리 브루커와 키스 리드에 의해 작사/작곡하였다.
| #  | 제목                 | 재생 시간 |
| -- | -------------------- | --------- |
| 1. | 〈Pandora's Box〉    | 3:36      |
| 2. | 〈Fool's Gold〉      | 3:58      |
| 3. | 〈Taking the Time〉  | 3:35      |
| 4. | 〈The Unquiet Zone〉 | 3:34      |
| 5. | 〈The Final Thrust〉 | 4:32      |

| #  | 제목                   | 작사·작곡                | 재생 시간 |
| -- | ---------------------- | ------------------------ | --------- |
| 1. | 〈I Keep Forgetting〉  | 제리 리버, 마이크 스톨러 | 3:25      |
| 2. | 〈Without a Doubt〉    |                          | 4:30      |
| 3. | 〈The Piper's Tune〉   |                          | 4:23      |
| 4. | 〈Typewriter Torment〉 |                          | 4:25      |
| 5. | 〈Eight Days a Week〉  | 존 레논, 폴 매카트니     | 2:54      |